# My Heart Goes (La Di Da)
My Heart Goes (La Di Da) (englisch für „Mein Herz geht (la di da)“) ist ein Lied der britischen Popsängerin Becky Hill, in Kooperation mit dem deutschen DJ und Musikproduzenten Topic. Das Stück ist die fünfte Singleauskopplung aus ihrem Debütalbum Only Honest on the Weekend.

## Entstehung und Artwork
Geschrieben wurde das Lied von der Hauptinterpretin selbst, unter ihrem bürgerlichen Namen Rebecca Claire Hill, gemeinsam mit den Koautoren Victor Bolander, Charlotte Haining, Carl Nordström und Josh Wilkinson. Die Produktion erfolgte durch die Zusammenarbeit von Topic und Wilkinson in den Tobias Topic Studios. Die beiden spielten zusammen auch einen Teil der Instrumente ein, sie sind gemeinsam am Bass und dem Synthesizer zu hören. Wilkinson ist darüber hinaus am Keyboard, dem Schlagzeug und den Streichinstrumenten zu hören, auch für die Soundeffekte zeichnete er verantwortlich. Topic wiederum war in Eigenregie für die Abmischung und Perkussion zuständig. Das Mastering tätigte Metropolis Mastering, unter der Leitung von Stuart Hawkes.
Obwohl das Lied als Single erschien, existiert kein eigenes Frontcover hierzu. Um die Single zu bewerben, verwendete man das Frontcover von Hills Album Only Honest on the Weekend. Das Artwork ist eine Mischung aus einem Realbild und einem Comic. Es zeigt Hill in einem gelben Kleid, die überwiegend mit dem Rücken zum Betrachter steht und über ihre rechte Schulter zum Betrachter schaut. Von den Ecken scheinen Lichtstrahlen auf sie, die auch für die Abgrenzung zwischen der Realität und dem Comicstyle dienen. Die Fotografie stammt von Sam Neill. Das Design und die Illustration stammen von Richard Andrews beziehungsweise Kristian Russell.

## Veröffentlichung und Promotion
Die Erstveröffentlichung von My Heart Goes (La Di Da) erfolgte als Single am 24. August 2021. Die Single erschien als Einzeltrack zum Download und Streaming durch Eko Records und Polydor. Der Vertrieb erfolgte durch Universal Music Publishing, verlegt wurde das Lied durch Concord Music Publishing, Kassner Associated Publishers und Sony Music Publishing. Am 27. August 2021 erschien My Heart Goes (La Di Da) als Teil von Hills Debütalbum Only Honest on the Weekend.

## Inhalt
Der Liedtext zu My Heart Goes (La Di Da) ist in englischer Sprache verfasst und bedeutet ins Deutsche übersetzt „Mein Herz geht (la di da)“. Die Musik und der Text wurden gemeinsam von Victor Bolander, Charlotte Haining, Becky Hill, Carl Nordström und Josh Wilkinson geschrieben beziehungsweise komponiert. Musikalisch bewegt sich das Lied im Bereich der elektronischen Popmusik, im Stile des Dance-Pops. Das Tempo beträgt 124 Schläge pro Minute. Die Tonart ist g-Moll.
Aufgebaut ist das Lied auf einem Intro, zwei Strophen und einem Refrain. Das Lied beginnt mit dem Intro, das sich lediglich aus der sich wiederholenden Zeile „La di da, da di da“ zusammensetzt. Auf das Intro folgt die erste Strophe, die aus den zwei Zeilen „I won’t waste your high, don’t waste mine, mine“ (englisch für „Ich werde dein Hoch nicht verschwenden, verschwende nicht meins, meins“) und „If you want my trust then take your time, your time“ (englisch für „Wenn du mein Vertrauen willst, dann nimm dir Zeit, deine Zeit“) besteht. An die erste Strophe schließt sich zunächst der sogenannte „Pre-Chorus“ an, ehe der eigentliche Hauptteil des Refrains einsetzt. Mit dem sogenannten „Post-Chorus“ endet der Refrain. Der gleiche Vorgang wiederholt sich mit der zweiten Strophe, die aus den zwei Zeilen „Rules are made for breaking come and play, come and play“ (englisch für „Regeln sind da, um zu brechen, komm und spiel, komm und spiel “) und „Patience is a virtue so they say, they say“ (englisch für „Geduld ist eine Tugend, so sagt man, sagt man “) besteht. Das Lied endet nach dem zweiten Refrain, der in einer erweiterten Fassung dargeboten wird. Der Gesang stammt ausschließlich von Hill, Topic wirkt nur als Produzent und Studiomusiker mit.
| „Late in the evening, I want ya. I do what I got to, to feel you with me. I already told you to hold me. Already told ya. My heart goes. La di da, da di da. La di da, da di da.“ – Refrain, Originalauszug | „Ich will dich am späten Abend. Ich tue was ich kann, um dich bei mir zu spüren. Ich habe dir schon gesagt, dass du mich halten sollst. Hab’s dir schon gesagt. Mein Herz geht. La di da, da di da. La di da, da di da.“ – Refrain, Übersetzung |

## Musikvideo
Ein offizielles Musikvideo zu My Heart Goes (La Di Da) wurde nicht gedreht, jedoch erschien ein Lyrikvideo auf YouTube am 24. August 2021. Im Video sieht man, typischerweise für Lyrikvideos, immer die aktuellen Liedzeilen, die von verschiedenen Animationen begleitet werden. Die Gesamtlänge des Videos beträgt 2:28 Minuten. Bis heute zählt das Video über 800 Tausend Aufrufe bei YouTube (Stand: September 2021).

## Mitwirkende
| Liedproduktion - Victor Bolander: Komponist, Liedtexter - Charlotte Haining: Komponist, Liedtexter - Stuart Hawkes: Mastering - Rebecca „Becky“ Hill: Gesang, Komponist, Liedtexter - Carl Nordström: Komponist, Liedtexter - Topic: Abmischung, Bass, Musikproduzent, Perkussion, Synthesizer - Josh Wilkinson: Bass, Keyboard, Komponist, Liedtexter, Musikproduzent, Schlagzeug, Soundeffekte, Streichinstrumente, Synthesizer Visualisierung (Cover) - Richard Andrews: Artwork - Sam Neill: Fotograf - Kristian Russell: Illustration | Unternehmen - Concord Music Publishing: Verlag - Eko Records: Musiklabel - Kassner Associated Publishers: Verlag - Metropolis Mastering: Tonstudio - Polydor: Musiklabel - Sony Music Publishing: Verlag - Tobias Topic Studios: Tonstudio - Universal Music Publishing: Vertrieb |

## Rezensionen
Jannik Pesenacker vom deutschsprachigen Online-Magazin Dance-Charts beschrieb My Heart Goes (La Di Da) als „Hammer-Kollaboration“. Die beiden Künstler würden eine „Dance-Single“ für die Radios, die nicht auf Inhalt, sondern auf Ohrwurm setzt, liefern. Der Fokus liege „klar“ darauf, dass der Hörer den Titel nicht mehr aus dem Kopf bekäme – und das gelinge dem Duo auch. Als Airplay könne das Lied deshalb „definitiv“ performen, obwohl es nicht besonders „kreativ“ gestaltet sei.

## Kommerzieller Erfolg

### Chartplatzierungen
My Heart Goes (La Di Da) verfehlte nach seiner Veröffentlichung zunächst den Einstieg in die deutschen Singlecharts, konnte sich jedoch mehrere Wochen in den Single-Trend-Charts platzieren. Am 5. November 2021 schaffte das Lied letztendlich den Sprung in die Singlecharts und erreichte später seine höchste Platzierung mit Rang 87, das Lied platzierte sich drei Wochen in den Top 100. Darüber hinaus erreichte das Lied Rang 87 der Downloadcharts sowie Rang 84 der Streamingcharts. In den britischen Charts erreichte My Heart Goes (La Di Da) Rang elf und platzierte sich 29 Wochen in den Charts. 2022 belegte das Lied Rang 95 der britischen Single-Jahrescharts. In den Vereinigten Staaten verfehlte das Lied den Sprung in die Billboard Hot 100, platzierte sich jedoch auf Rang 23 der Dance/Electronic Songs. Darüber hinaus erreichte das Lied die Chartspitze der polnischen Airplaycharts.
Hill erreichte als Interpretin hiermit zum 18. Mal die britischen Singlecharts sowie zum dritten Mal nach Gecko (Overdrive) und Lose Control die deutschen Singlecharts. Für Topic als Produzent ist es der 22. Charterfolg in Deutschland sowie der vierte im Vereinigten Königreich. Als Interpret ist My Heart Goes (La Di Da) der zwölfte Charthit für Topic in Deutschland sowie ebenfalls der vierte im Vereinigten Königreich.
| ChartsChartplatzierungen     | Höchstplatzierung | Wochen |
| ---------------------------- | ----------------- | ------ |
| Deutschland (GfK)            | 87 (3 Wo.)        | 3      |
| Vereinigtes Königreich (OCC) | 11 (29 Wo.)       | 29     |

| ChartsJahrescharts (2022)    | Platzierung |
| ---------------------------- | ----------- |
| Vereinigtes Königreich (OCC) | 95          |

### Auszeichnungen für Musikverkäufe
My Heart Goes (La Di Da) wurde im Juli 2022 im Vereinigten Königreich mit einer Platin-Schallplatte für 600.000 verkaufte Einheiten ausgezeichnet, bereits im Februar 2022 erreichte die Single Goldstatus sowie im November 2021 Silberstatus. Für Topic ist es nach Breaking Me und Your Love (9PM) die dritte Schallplattenauszeichnung in Großbritannien. Weltweit bekam die Single je fünfmal Gold und Platin für knapp eine Million verkaufte Einheiten.
| Land/Region                  | Auszeichnungen für Musikverkäufe (Land/Region, Auszeichnung, Verkäufe) | Verkäufe |
| ---------------------------- | ---------------------------------------------------------------------- | -------- |
| Australien (ARIA)            | 2× Platin                                                              | 140.000  |
| Brasilien (PMB)              | Platin                                                                 | 40.000   |
| Italien (FIMI)               | Gold                                                                   | 50.000   |
| Kanada (MC)                  | Gold                                                                   | 40.000   |
| Polen (ZPAV)                 | Platin                                                                 | 50.000   |
| Portugal (AFP)               | Gold                                                                   | 5.000    |
| Schweden (IFPI)              | Gold                                                                   | 40.000   |
| Spanien (Promusicae)         | Gold                                                                   | 30.000   |
| Vereinigtes Königreich (BPI) | Platin                                                                 | 600.000  |
| Insgesamt                    | 5× Gold · 5× Platin ·                                                  | 995.000  |

Hauptartikel: Topic (Musiker)/Auszeichnungen für Musikverkäufe